# Карл Бругман

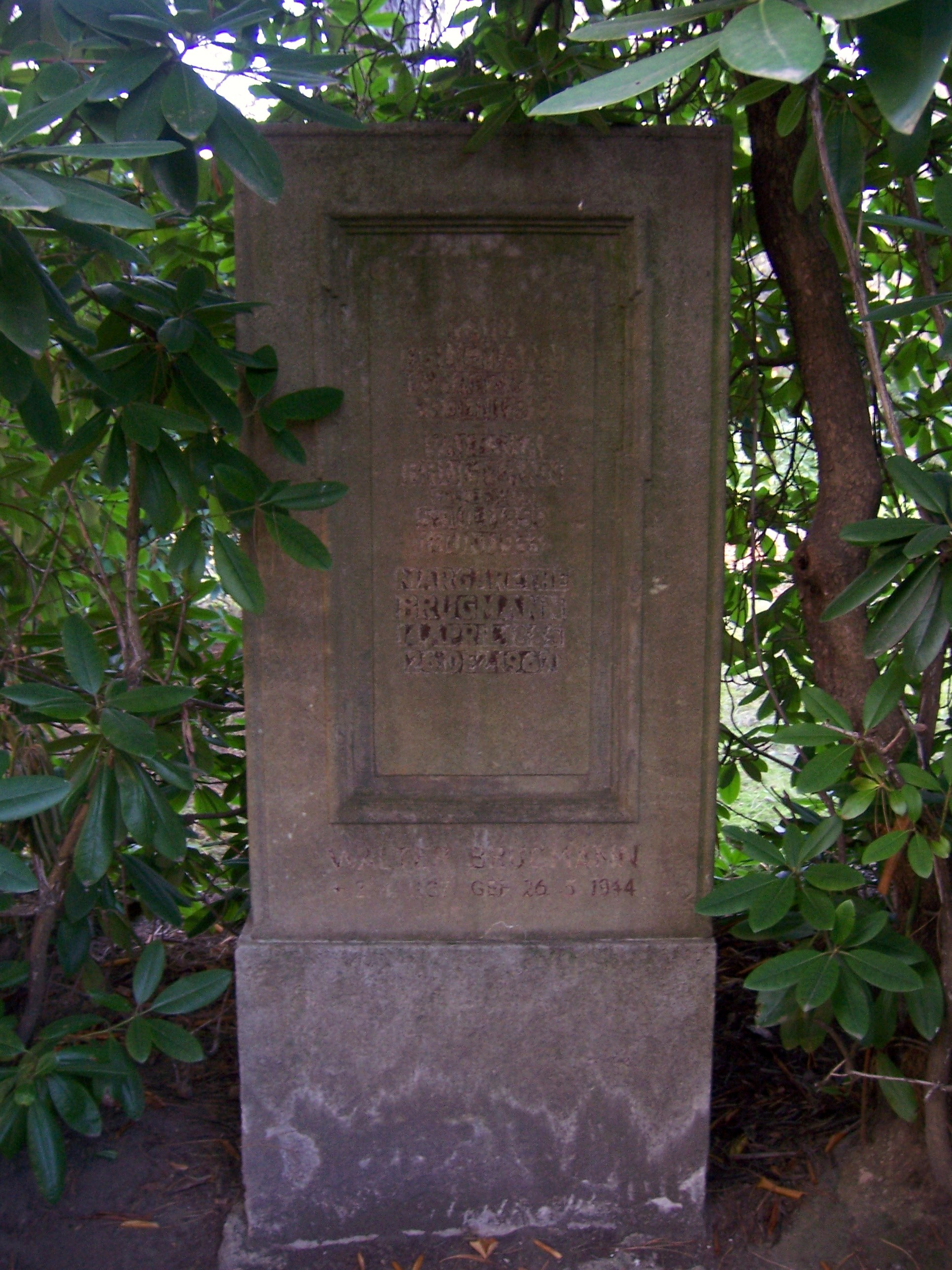
Магила Бругмана на Південному цвинтарі в Лейпцигу

Карл (Фрідріх Крістіан) Бругман (нім. Karl Brugman(n), 16 березня 1849, Вісбаден  — 26 червня 1919, Лейпциг)  — німецький мовознавець, фахівець у галузі порівняльно-історичного мовознавства та індоєвропеїстики, один із провідних представників школи молодограматиків.

## Біографія та наукова діяльність
У 1867—1871 роках навчався в Галле та Лейпцигу, спеціалізувався на класичній філології під керівництвом Георга Курціуса. Зголосився добровольцем на франко-прусську війну, але не був прийнятий через короткозорість; служив у військовому шпиталі. Викладав у Вісбадені, Лейпцигу та Фрайбурзі. 1876 року опублікував статтю, у якій довів існування в праіндоєвропейській мові складових сонантів *m̥̥ та *n̥.
З 1887 року  — професор санскриту та порівняльного мовознавства в Лейпцизькому університеті. У Лейпцигу Бругман разом з Августом Лескіном та Германом Остгофом заснував школу молодограматиків. Спільно з Остгофом Бругман випускав багатотомне видання «Морфологічні дослідження» (Morphologische Untersuchungen, 6 томів, 1878—1887); передмова до першого тому вважається «маніфестом» молодограматиків.
Серед основних положень Остгофа та Бругмана були такі:
- Звукові зміни в мові відбуваються за «законами, що не знають винятків»: «напрям, в якому відбувається зміна звуку, завжди один і той самий у всіх членів мовної спільноти, крім випадків діалектного розпорошення, і всі без винятку слова, в яких звуки, що схильні до фонетичної зміни, опиняються в однакових умовах, беруть участь в цьому процесі»[6].
- Принцип аналогії фонетичних та морфологічних змін у мові. При цьому Остгоф та Бругман підкреслювали, що принцип аналогії може бути тільки «останнім прихистком» мовознавця, і до нього можна звертатися, тільки якщо немає переконливих фонетичних пояснень.
- Значення вивчення діалектів, і живих, у тому числі неписьменних мов, що мало давати матеріал для розвитку історичного мовознавства. За знаменитим висловом Остгофа та Бругмана, «тільки той є справжнім компаративістом-мовознавцем, хто залишить задушливу, повну туманних гіпотез атмосферу майстерні, де куються праіндоєвропейські праформи та вийде на свіже повітря чуттєвої дійсності»[7] зможе зрозуміти принципи фонетичних та морфологічних змін у мові та застосувати їх до давніших етапів її історії.

Бругман є автором двох з п'яти томів монументального видання Grundriß der vergleichenden Grammatik der indogermanischen Sprachen (нім. Нарис порівняльної граматики індоєвропейських мов): т. 1, «Фонологія» (1886) і т. 2, «Морфологія» (в 2 частинах, 1888—1892). Багато в чому це видання досі зберігає свою цінність, оскільки в ньому був зібраний величезний фактичний матеріал. 1904 року Бругман випустив короткий варіант «Нарису»  (Kurze vergleichende Grammatik der Indogermanischen Sprachen та «Коротку порівняльну граматику індоєвропейських мов»), що з того часу неодноразово перевидавалися. З 1891 року видавав журнал Indogermanische Forschungen («Індоєвропейські дослідження»).

## Основні праці
- Nasalis sonans in der indogermanischen Grundsprache, 1876
- Ein Problem der Homerischen Textkritik und der vergleichenden Sprachwissenschaft, Lipsia, S. Hirzel, 1876
- Morphologische Untersuchungen auf dem Gebiete der indogermanischen Sprachen (con Hermann Osthoff), Lipsia, S. Hirzel, 1878—1910, 6 voll. Ora in: Morphologische Untersuchungen auf dem Gebiete der indogermanischen Sprachen. — Hildesheim-New York : G. Olms, 1974-1975. — С. 3 vol.
- Zum heutigen Stand der Sprachwissenschaft, Strasburg, Trubner, 1885
- Griechische Grammatik. Lautlehre, Stammbildungs und Flexionslehre, Syntax in Handbuch der klassischen Altertums Wissenschaft in systematischer Darstellung, a cura di Iwan von Muller, vol. 2 (Griechische und lateinische Sprachwissenschaft), Nordlingen, C.H. Beck, 1885
- Grundriss der vergleichenden Grammatik der indogermanischen Sprachen. Kurzgefasste Darstellung der Geschichte des Altindischen, Altiranischen (Avestischen und Altpersischen), Lateinischen, Umbrisch-Samnitischen, Altirischen, Gotischen, Althochdeutschen, Litauischen und Altkirchenslavischen (за співавторства Бертольда Дельбрюка), Strasburg, Trubner, 1886—1893, 5 vol.:
  - I: Einleitung und Lautlehre, 1886
  - II: Wortbildungslehre (Stammbildungs-und Fexionslehre)

t. I: Vorbemerkungen, Nominalcomposita, reduplicierte Nominalbildungen. Nomina mit stammbildenden Suffixen. Wurzelnomina, 1889
t. II: Zahlwortbildung, Casubildung der Nomina. Pronomina. Verbale Stammbildung und Flexion (Conjugation), 1892
- - [III-V: Vergleichende Syntax der indogermanischen Sprachen, Berthold Delbrück]
  - index: Indices (Wort-, Sach- und Autorenindex), 1893
- Grundriss der vergleichenden Grammatik der indogermanischen Sprachen. Kurzgefasste Darstellung der Geschichte des Altindischen, Altiranischen (Avestischen und Altpersischen), Lateinischen, Umbrisch-Samnitischen, Altirischen, Gotischen, Althochdeutschen, Litauischen und Altkirchenslavischen. — Berlin-New York : de Gruyter, 1967.
- Grundriss der vergleichenden Grammatik der indogermanischen Sprachen. Kurzgefasste Darstellung der Geschichte des Altindischen, Altiranischen (Avestischen und Altpersischen), Lateinischen, Umbrisch-Samnitischen, Altirischen, Gotischen, Althochdeutschen, Litauischen und Altkirchenslavischen (з Бертольдом Дельбрюком), 2a, Strasburg, Trubner, 1897—1916
- Kurze vergleichende Grammatik der indogermanischen Sprachen. Auf Grund des funfbandigen Grundrisses der vergleichenden der indogermanischen Sprachen (з Бертольдом Дельбрюком), Strasburgo, Trubner, 1902—1904, 3 vol.:
  - I: Einleitung und Lautlehre, 1902
  - II: Lehre von den Wortformen und ihrenm Gebrauch, 1903
  - II: Lehre von den Satzgebilden, 1904
- Kurze vergleichende Grammatik der indogermanischen Sprachen. Auf Grund des funfbandigen Grundrisses der vergleichenden der indogermanischen Sprachen. — Berlin-New York : de Gruyter, 1922.
- Die Demonstrativpronomina der Indogermanischen Sprachen. Eine Bedeutungsgeschichtliche Untersuchung, Lipsia, B.G. Teubner, 1904
- Zur Kritik der kunstlichen Weltsprachen (з Августом Лескіном), Strasburg, Trubner, 1907
- Eirene. Eine sprachgeschichtliche Untersuschung, Lipsia, B.G. Teubner, 1916
- Die Syntax des einfachen Satzes im Indogermanischen, in: Indogermanische Forschungen, 43, Beiheft,1925